# HarmonyOS
HarmonyOS (HMOS) (кин: 鸿蒙;  鸿蒙; пинјин Hóngméng; прев. „Велика магла“) је дистрибуирани оперативни систем који је развио Huawei за паметне телефоне, таблете, паметне телевизоре, паметне сатове, персоналне рачунаре и друге паметне уређаје. Има микројезгарни дизајн са јединственим оквиром: оперативни систем бира одговарајуће језгро из слоја апстракције у случају уређаја који користе разноврсне ресурсе.
HarmonyOS је званично покренуо Huawei и први пут је коришћен у Honor паметним телевизорима у августу 2019. године. Касније је примењен у Huawei бежичним рутерима, IoT уређајима током 2020. године, а затим у паметним телефонима, таблетима и паметним сатовима од јуна 2021. године.
Оперативни систем је у почетку био заснован на коду из Android Open Source Project (AOSP) и Linux језгра; многе Android апликације могу се ручно инсталирати на HarmonyOS.
Следећа итерација HarmonyOS-а била је позната као HarmonyOS NEXT. HarmonyOS NEXT је најављен 4. августа 2023. године, а званично покренут 22. октобра 2024. године. Заменио је OpenHarmony мултијезгарни систем својим микројезгром HarmonyOS-а у основи, уклонио сав Android код и подржавао искључиво апликације у свом оригиналном App формату.